# AB Svensk Filminspelning
AB Svensk Filminspelning var ett svenskt filmproduktionsbolag bildat 1922 av AB Svensk Filmindustri, Victor Sjöström och Mauritz Stiller.
Bolaget bildades för att Sjöström och Stiller skulle få större personlig frihet i sin produktion men de fann snart att det i praktiken låste dem ännu fastare till Svensk Filmindustris krav och förväntningar. I samband med att Sjöström lämnade Sverige 1923 för USA upphörde bolaget i praktiken att fungera.
Tre filmer producerades av Svensk Filminspelning:
- 1923 – Gunnar Hedes saga
- 1923 – Eld ombord
- 1922 – Det omringade huset